# حامی (خوسف)
حامی یک روستا در ایران است که در شهرستان خوسف واقع شده‌است. حامی ۹۵ نفر جمعیت دارد.